# Godagari
Godagari (en bengali : গোদাগাড়ি) est une upazila du Bangladesh dans le district de Rajshahi. En 1991, on y dénombrait 217 811 habitants.